# Styloctenium
Styloctenium är ett släkte däggdjur i familjen flyghundar med två arter som förekommer i Sydostasien.
Arterna är:
- Styloctenium mindorensis är bara känd från ett mindre område på ön Mindoro, den beskrevs 2007 som art och listas av IUCN med kunskapsbrist (DD).[2]
- Styloctenium wallacei förekommer på Sulawesi och mindre öar i samma region, den listas som nära hotad (NT).

## Beskrivning
Utseende är främst känd från arten Styloctenium wallacei. Individerna når en kroppslängd (huvud och bål) av 15 till 18 cm och en vikt av 175 till 220 gram. De främre extremiteterna som bestämmer djurets vingspann är cirka 10 cm långa. Pälsen har på baksidan en grå färg med rödbrun skugga och buken är bara rödbrun. I ansiktet finns vita strimmor och punkter. Arterna är nära släkt med släktet Pteropus men skiljer sig från detta släkte genom avvikelser i tändernas konstruktion.
Habitatet utgörs främst av skogar. Annars är nästan inget känt om arternas levnadssätt.